# Ambassade de France aux Comores
L'ambassade de France aux Comores est la représentation diplomatique de la République française auprès de l'union des Comores. Elle est située à Moroni, la capitale du pays, et son ambassadeur est, depuis 2021, Sylvain Riquier.

## Ambassade
L'ambassade est située à Moroni. Elle accueille aussi une section consulaire.

## Histoire
L'ambassade a été ouverte en 1978 par Gérard Dayries (initialement consul de France), chargé d'affaires nommé par Louis de Guiringaud, ministre des affaires étrangères de l'époque . Une fois les problèmes matériels résolus et les contacts politiques pris, Claude Copin devint le premier ambassadeur de France aux Comores et Gérard Dayries prit la direction du consulat.

## Ambassadeurs de France aux Comores
| De   | À    | Ambassadeur              |
| ---- | ---- | ------------------------ |
| 1978 | 1980 | Claude Copin             |
| 1980 | 1983 | Pierre Sazarin           |
| 1983 | 1987 | Alain Deschamps          |
| 1987 | 1991 | Robert Scherrer          |
| 1991 | 1994 | Jean-Luc Sibiude (d)     |
| 1994 | 1996 | Didier Ferrand           |
| 1996 | 2000 | Gaston Le Paudert        |
| 2000 | 2005 | Jean-Pierre Lajaunie     |
| 2005 | 2008 | Christian Job            |
| 2008 | 2011 | Luc Hallade              |
| 2011 | 2014 | Philippe Lacoste         |
| 2014 | 2017 | Robby Judes              |
| 2017 | 2021 | Jacqueline Bassa-Mazzoni |
| 2021 | auj. | Sylvain Riquier          |

## Consulats
Outre le consulat général de Moroni, il existe un vice-consulat, basé à Mutsamudu, sur l'île d'Anjouan ainsi qu'un consul honoraire à Fomboni (île de Mohéli).

### Communauté française
Au 31 décembre 2016, 1 735 Français sont inscrits sur les registres consulaires aux Comores.
| 2001  | 2002 | 2003  | 2004  |
| ----- | ---- | ----- | ----- |
| 1 120 | 976  | 1 016 | 1 036 |

| 2005  | 2006  | 2007  | 2008  |
| ----- | ----- | ----- | ----- |
| 1 301 | 1 473 | 1 590 | 1 587 |

| 2009  | 2010  | 2011  | 2012  |
| ----- | ----- | ----- | ----- |
| 1 667 | 1 622 | 1 971 | 2 137 |

| 2013  | 2014  | 2015  | 2016  |
| ----- | ----- | ----- | ----- |
| 1 998 | 1 983 | 1 855 | 1 735 |

### Circonscriptions électorales
Depuis la loi du 22 juillet 2013 réformant la représentation des Français établis hors de France avec la mise en place de conseils consulaires au sein des missions diplomatiques, les ressortissants français des Comores élisent pour six ans un conseiller consulaire. Ce dernier a trois rôles : 
1. il est un élu de proximité pour les Français de l'étranger ;
2. il appartient à l'une des quinze circonscriptions qui élisent en leur sein les membres de l'Assemblée des Français de l'étranger ;
3. il intègre le collège électoral qui élit les sénateurs représentant les Français établis hors de France.

Pour l'élection à l'Assemblée des Français de l'étranger, les Comores appartenaient jusqu'en 2014 à la circonscription électorale de Tananarive, comprenant aussi Madagascar, Maurice et les Seychelles, et désignant quatre sièges. Les Comores appartiennent désormais à la circonscription électorale « Afrique centrale, australe et orientale » dont le chef-lieu est Libreville et qui désigne cinq de ses 37 conseillers consulaires pour siéger parmi les 90 membres de l'Assemblée des Français de l'étranger.
Pour l'élection des députés des Français de l’étranger, les Comores dépendent de la 10e circonscription.